# Pierre Péron
Pour les articles homonymes, voir Péron (homonymie).
Pierre René Émile Marie Péron né le 5 octobre 1905 à Brest et mort dans la même ville le 27 mars 1988 est un illustrateur, graphiste, caricaturiste, peintre, graveur, décorateur, sculpteur, cinéaste et écrivain français.

## Biographie
Élève de l'École des beaux-arts de Brest puis de l'École des beaux-arts de Nantes, Pierre Péron est nommé professeur de dessin aux Écoles de la Ville de Paris à partir de 1933, poste qu'il occupera jusqu'à sa retraite en 1965, date à laquelle il revient à Brest. Il rejoint le groupe d'artistes bretonnants Seiz Breur à partir de 1935.
À partir de 1936, il crée des bijoux pour la marque Kelt de la Maison Rivière à Paris. Il obtient la commande pour décorer le pavillon de la Bretagne à l'Exposition universelle de 1937 à Paris. Durant la Seconde Guerre mondiale, il connaît la captivité en Autriche de 1940 à 1942.
Pierre Péron est nommé peintre agréé du département de la Marine en 1942, puis peintre titulaire de la Marine en 1960. Il devient conservateur du musée de la Marine de Brest à partir de 1972.
Il se lie d'amitié avec François Perhirin, également peintre de la Marine, et participe à sa formation artistique.

## Œuvres

### Publications
- Images populaires de Bretagne.
- Les aventures extraordinaires de Peskett, Le Télégramme éditions.
- La fin des bonshommes de neige, 1942, rééd. Coop Breizh, 2004. Réédition d'un ouvrage datant de sa captivité.
- Sibirillis.
- Sur la peau de bouc, Le Télégramme éditions, 2001.
- Tonnerre de Brest.
- Rendez-vous rue de Siam.
- De la rue de Siam à Recouvrance.
- T'as pas su ? Chroniques du parler Brestois, Éditions de la cité, 1968.

### Illustrations
- En passant par la Bretagne, illustrations de Pierre Péron et Xavier de Langlais, 1948.
- Jeanne Bluteau, Le Petit Livre de mes amis de Brest, illustrations de Pierre Péron, éditions Pierre Seghers, Paris, 1955, 39 p.
- Robert Joubin, En suivant le tram...  Recueil poétique  Illustrations de Pierre Péron  Éditions BP La Forest-Landerneau (1968)

### Œuvres dans les collections publiques
- Brest, musée des Beaux-Arts :
  - Brest, le Pont Tournant en ruine, octobre 1944, gouache sur papier ;
  - L'Entrée de la rue de Siam, 1965, gouache sur papier.
- Quimper, musée départemental breton : fonds d'œuvres[3].
- Rennes, musée de Bretagne : fonds d'œuvres[4].
- Saint-Brieuc:
  - lycée Ernest-Renan[5] :
    - entrée de l'internat et  mur à gauche de la rotonde : Les Côtes-du-Nord, panneau en céramique, réalisées dans le cadre du 1% artistique ;
    - mur à gauche de la rotonde : Le Finistère, panneau en céramique. Ces œuvres furent présentées dans le pavillon de la Bretagne lors de l'Exposition universelle de 1937 à Paris.

  - musée d'Art et d'Histoire : Santez Marc'harid ar Folgoat (Saint Marguerite), 1935, linogravure[6].

### Films
Pierre Péron était également cinéaste amateur. Ses films, conçus à partir de dessins, de papier découpé ou encore de marionnettes animées, témoignent de sa créativité. Réalisés entre les années 1940 et 1970, ils sont conservés à la Cinémathèque de Bretagne et consultables sur son site. 

## Citations
« L'art est synonyme de recherche. Je n'aime pas les routes droites. Je leur préfère les petits chemins qui me conduisent, en musardant, vers une même destination. Pour réaliser mon œuvre, j'ai utilisé des techniques diverses, avec différentes tendances, je peux dire que mon expression est un éventail aux mille plis. Je suis ainsi. C'est mon tempérament. Au risque de déconcerter les critiques je saute du coq à l'âne avec joie. Dispersion me direz-vous ! Peut-être, mais aussi je veux croire Pierre Jakez Hélias quand il écrit : « L'étonnant de tout cela, c'est qu'à travers de multiples facettes non point successives, mais instantanées, non point rivales mais complémentaires, il demeure une impression d'unité qui vient tout simplement du fait que l'artiste qui est derrière ne cesse de se vérifier lui-même à travers ses apparentes dispersions.  » - Françoise Péron et Yves-Marie Péron, P.Péron de A à Z, Coop Breizh, 2002.

## Expositions
- musée de la Marine de Brest, du 2 mars 1978 au 23 avril 1978.
- musée des Beaux-Arts de Brest, du 1er juillet 2015 au 3 janvier 2016, Pierre Péron (1905-1988), un graphiste moderne, exposition retraçant son travail de graphiste[7].